# Phú Lạc, Thái Nguyên
Phú Lạc là một xã ở phía tây nam của tỉnh Thái Nguyên, Việt Nam.

## Địa lý
Xã Phú Lạc có vị trí địa lý:
- Phía đông giáp xã Phú Lương
- Phía tây giáp xã Phú Thịnh
- Phía nam giáp xã An Khánh, xã Đại Phúc, xã La Bằng và xã Phú Thịnh
- Phía bắc giáp xã Đức Lương và xã Phú Lương.

Xã Phú Lạc có diện tích 58,07 km², dân số năm 2025 là 21.105 người. Khu vực được định hướng là vùng phát triển nông – lâm nghiệp và dịch vụ; thu hút đầu tư phát triển rừng, nông nghiệp công nghệ cao gắn với bảo vệ môi trường. Hình thành và xây dựng các làng nghề, làng văn hoá gắn kết với sản xuất nông nghiệp và phát triển du lịch cộng đồng, du lịch trải nghiệm, du lịch sinh thái. Hạ tầng giao thông của xã có các tuyến đường tỉnh 263, 263C.

## Lịch sử
Năm 1999, thành lập xã Tân Linh trên cơ sở 23,44 km² diện tích tự nhiên và 4.876 nhân khẩu của xã Phúc Linh. Sau khi điều chỉnh địa giới hành chính, xã Phúc Linh còn 14,16 km² diện tích tự nhiên và 5.781 nhân khẩu.
Tháng 6 năm 2025, xã Phú Lạc được thành lập trên cơ sở nhập toàn bộ diện tích tự nhiên, quy mô dân số của xã Phú Lạc (diện tích tự nhiên 20,66 km²; dân số là 7.565 người); xã Phục Linh (diện tích tự nhiên 14,40 km²; dân số là 7.310 người); xã Tân Linh (diện tích tự nhiên 23,01 km²; dân số là 6.230 người) của huyện Đại Từ. Trụ sở làm việc của xã nằm tại  trụ sở xã Tân Linh cũ.

## Hành chính
Đến năm 2009, xã Phú Lạc được chia thành 20 xóm: 11, Văn Giang, Đồng Tiến, Tân Lập, Trại Tre, Na Hoàn, Trại Mới, Đầm Dím, Đầm Vòng, Phương Nam 1, Phương Nam 2, Phương Nam 3, Phú Hòa, Đại Hà, Lũng 1, Lũng 2, Liên Minh, Cây Nhừ, Na Thức, Đồng Vẽn. Năm 2019, sáp nhập hai xóm Đồng Vẽn và Phương Nam 1 thành xóm Đoàn Kết, sáp nhập hai xóm Liên Minh và Cây Nhừ thành xóm Quang Minh.
Đến năm 2009, xã Tân Linh được chia thành 14 xóm: 1, 2, 3, 4, 5, 6, 7, 8, 9, 10, 11, 12, 13, 14.
Đến năm 2009,xã Phục Linh được chia thành 17 xóm: Cẩm 1, Cẩm 2, Cẩm 3, Khu 1, Khu 2, Khu 3, Khuôn 1, Khuôn 2, Khuôn 3, Lược 1, Lược 2, Mận, Ngọc Linh, Ngọc Tiến, Quéo, Soi, Thọ. Năm 2019, sáp nhập xóm Cẩm 1 vào hai xóm Cẩm 2 và Cẩm 3.